# 페유우에
페유우에(스페인어: Pelluhue)는 칠레 마울레 주 카우케네스 현의 코무나이다.